# یواس‌اس چاتاک (آی‌ایکس-۱۸۸)
یواس‌اس چاتاک (آی‌ایکس-۱۸۸) (به انگلیسی: USS Chotauk (IX-188)) یک کشتی بود که طول آن ۴۸۵ فوت (۱۴۸ متر) بود. این کشتی در سال ۱۹۴۴ ساخته شد.